# Eurystomina terricola
Eurystomina terricola är en rundmaskart. Eurystomina terricola ingår i släktet Eurystomina, och familjen Enchelidiidae. Arten är reproducerande i Sverige.